# 维亚里吉
维亚里吉（義大利語：Viarigi），是意大利阿斯蒂省的一个市镇。总面积13.67平方公里，人口989人，人口密度72.3人/平方公里（2009年）。ISTAT代码为005115。